# Spoorlijn Dublin - Belfast
De Spoorlijn Dublin - Belfast is de railverbinding tussen de Ierse hoofdstad Dublin en de Noord-Ierse hoofdstad Belfast. De lijn vertrekt in Dublin vanaf Connolly. Tot aan het station Malahide is de lijn geëlectrificeerd. Dit deel van het tracé wordt ook gebruikt door de forenzentreinen van DART.
Het eindpunt in Belfast is tegenwoordig Belfast Central. Bij de aanleg van de lijn was het oude Belfast Great Victoria Street het eindpunt. 
Het volledige traject werd aangepast aan een maximumsnelheid van 145 km/h. In Ierland werd dit tussen 1995 en 1997 uitgevoerd, De Noord-Ierse spoorwegmaatschappij volgde in de daaropvolgende jaren. Het volledige traject werd uitgevoerd met voegloos spoor en betonnen dwarsliggers.
De internationale treinverbinding op de spoorlijn rijdt sinds 11 augustus 1947, eerst als Enterprise Express, tegenwoordig als Enterprise. De sneltrein vertrekt in Dublin Connolly en heeft twee stopplaatsen op het grondgebied van de Ierse Republiek, Drogheda en Dundalk. Het eerste station op Noord-Iers grondgebied is station Newry. De tweede tussenstop in Noord-Ierland is Portadown. Enkel op zondag zijn er twee bijkomende haltes richting Belfast, Lurgan en Lisburn. De Enterprise heeft station Belfast Central als terminus. Het traject wordt in 2u en 5min. afgelegd behalve op zondagen wanneer het traject 2u 20min. duurt. De gemiddelde commerciële snelheid is daarmee dus respectievelijk 93 en 84 km/h.
Naast de intercity-verbinding tussen Belfast en Dublin, hebben zowel NIR als IÉ lokale diensten langs de route. NIR exploiteert lokale diensten langs de noordelijke helft van de lijn (de lijn Belfast - Newry) tussen Belfast en Lisburn, Portadown en Newry, terwijl IE haar forensendiensten exploiteert tussen Dublin en Dundalk als onderdeel van het Dublin Suburban Rail-netwerk. Bovendien is zoals eerder vermeld de lijn tussen Dublin Connolly en Malahide geëlektrificeerd en maakt het deel uit van het DART-netwerk.
Op een doordeweekse werkdag verzorgt IÉ ook een forensen-stopdienst van Newry in Noord-Ierland naar Dublin Connolly en keert 's avonds terug naar Newry.